# جیمی اسنوکا
جیمی اسنوکا (انگلیسی: Jimmy Snuka؛ ۱۸ مهٔ ۱۹۴۳ – ۱۵ ژانویهٔ ۲۰۱۷) یک کشتی‌گیر کشتی حرفه‌ای اهل ایالات متحده آمریکا بود. و او همچنین در ۱ سپتامبر ۲۰۱۵ به قتل درجه سوم قتل غیرعمد متهم شد.